# پیر لپوتر (مجسمه‌ساز)
پیر لپوتر (انگلیسی: Pierre Lepautre; ۴ مارس ۱۶۵۹ – ۲۲ ژانویهٔ ۱۷۴۴) مجسمه‌ساز، و قلم‌زن اهل فرانسه بود. عضو یک خانواده پرکار از هنرمندان در بسیاری از رسانه‌ها، که در قرن‌های ۱۷ و ۱۸ فعال بودند. او در پاریس به دنیا آمد و درگذشت.